# Eliptična krivulja
Eliptična krivulja je gladka, ravninska projektivna algebrska krivulja z rodom enakim 1. Na ravnini je določena posebna točka, ki se jo označuje z {\displaystyle O\!\,} in služi kot nevtralni element. Eliptična krivulja je Abelova varieteta. Eliptične krivulje so definirane nad obsegom. 
Ime eliptična krivulja ima zgodovinski izvor zaradi svoje povezave z eliptičnimi integrali, ker so prvotno služili za izračunavanje dolžine lokov elips. Pri tem pa elipsa sploh ni eliptična krivulja. 
Vsako eliptično krivuljo se lahko napiše v obliki:
{\displaystyle y^{2}=x^{3}+ax+b\!\,.}.
Krivulja je nesingularna, nima konic (nesingularnosti) ali samopresečišč. 
Kadar je karakteristika obsega koeficientov enaka 2 ali 3, zgornja enačba v splošnem ni dovolj, da bi vsebovala vse nesingularne krivulje tretje stopnje. 
Točka {\displaystyle O\!\,} je točka v neskončnosti v projektivni ravnini.
Če je {\displaystyle y^{2}=P(x)\!\,}, kjer je {\displaystyle P(x)\!\,} mnogočlenik stopnje tri v spremenljivki {\displaystyle x\,} tako, da se ničle ne ponavljajo, potem se dobi nesingularno ravninsko krivuljo z rodom enakim 1. To pa je eliptična krivulja. Kadar ima mnogočlenik {\displaystyle P(x)\!\,} stopnjo 4 in nima kvadratov, se prav tako dobi krivuljo z rodom enakim 1, vendar ni naravne izbire nevtralnega elementa. Če se govori splošno, je vsaka algebrska krivulja z rodom 1, ki na primer nastane s presekom dveh ploskev druge stopnje vloženih v trirazsežni projektivni prostor.

## Eliptične krivulje nad realnimi števili
Eliptično krivuljo se prišteva med ravninske krivulje, saj ima obliko:
{\displaystyle y^{2}=x^{3}+ax+b\!\,,}
kjer je:
- {\displaystyle a\!\,} – realno število
- {\displaystyle b\!\,} – realno število

Te vrste enačb se imenujejo Weierstrassove enačbe. Za eliptične krivulje se zahteva, da so nesigularne, to pomeni, da nimajo vrhov, se same ne sekajo in nimajo izoliranih točk. 
Krivulja je nesingularna, če je njena diskriminanta različna od nič. 
Diskriminanta eliptične krivulje je enaka:
{\displaystyle \Delta =-16(4a^{3}+27b^{2})\!\,.}
Realni graf nesingularne krivulje ima dve komponenti, če je diskriminanta pozitivna in samo eno komponento, če je negativna. (Na sliki na desni strani ima desna krivulja pozitivno (64) diskriminanto, leva krivulja pa negativno (-368). Temu primerna je tudi oblika krivulj).

## Zakon grupe
Z dodajanjem točke v neskončnosti se dobi projektivna različica krivulje. Če sta {\displaystyle P\!\,} in {\displaystyle Q\!\,} na krivulji, potem se lahko enolično določi tretjo točko, ki je na preseku krivulje s premico skozi {\displaystyle P\!\,} in {\displaystyle Q\!\,}. Kadar je premica tangenta na krivuljo v tej točki, takrat se to točko šteje dvakrat. Kadar pa je premica vzporedna z y-osjo, se vzame kot da je točka v neskončnosti. Eden izmed teh pogojev velja za poljubni par točk na eliptični krivulji.
Lahko se uvede grupno operacijo, ki se jo označi s "+", z naslednjimi značilnostmi: naj bo točka v neskončnosti, ki se jo označi z 0, to pa je nevtralni element grupe. Če premica seka krivuljo v točkah {\displaystyle P\!\,}, {\displaystyle Q\!\,} in {\displaystyle R\!\,} se zahteva, da je {\displaystyle P+Q+R=0\!\,} v grupi. Da se prepričati, da pri tem krivulja postane Abelova grupa in tudi Abelova varieteta. Lahko se tudi dokaže, da množica K-racionalnih točk tvori podgrupo te grupe. Če se krivuljo označi z {\displaystyle E\!\,}, potem se podgrupo označi z {\displaystyle E(K)\!\,}.

## Eliptične krivulje nad kompleksnimi števili
Oblikovanje eliptičnih krivulj kot vložitve torusa v kompleksno projektivno ravnino je posledica znamenitih Weierstrassovih eliptičnih funkcij, ki se jih označuje z {\displaystyle \wp (z)\!\,}. Povezava med samo funkcijo in prvim odvodom te funkcije je:
{\displaystyle \wp '(z)^{2}=4\wp (z)^{3}-g_{2}\wp (z)-g_{3}\!\,,}
kjer je:
- {\displaystyle g_{2}\!\,} – konstanta
- {\displaystyle g_{3}\!\,} – konstanta
- {\displaystyle \wp (z)\!\,} – Weierstrassova eliptična funkcija
- {\displaystyle \wp '(z)\!\,} – prvi odvod Weierstrassove eliptične funkcije

Razumljivo je, da je zgornji odnos v obliki eliptične krivulje nad kompleksnimi števili. 
Weierstrassove eliptične funkcije so dvojno periodične. Periodične so glede na osnovni par period {\displaystyle \Lambda \!\,}, ki tvorijo mrežo v kompleksni ravnini. V bistvu so Weierstrassove eliptične funkcije definirane na torusu {\displaystyle T=\mathbb {C} /\Lambda \!\,}.
Ta torus pa je lahko potopljen v kompleksno projektivno ravnino s preslikavo:
{\displaystyle z\mapsto (1,\wp (z),\wp '(z))\!\,.}
Ta preslikava je grupni izomorfizem, ki nosi naravno grupno strukturo torusa v projektivno ravnino. Ta izomorfizem je lahko tudi izomorfizem Riemannovih ploskev in tako topološko dana eliptična krivulja izgleda kot torus.

## Eliptične krivulje nad racionalnimi števili
Eliptična krivulja {\displaystyle E\!\,} nad obsegom racionalnih števil je definirana tudi nad obsegom realnih števil. Zaradi tega se lahko zakon seštevanja za tangento in sekanto uporabi tudi za krivuljo {\displaystyle E\!\,}. Obrazci kažejo, da ima vsota dveh točk z racionalnimi koordinatami spet racionalne koordinate. Na ta način se lahko pokaže, da množica racionalnih števil krivulje {\displaystyle E\!\,} tvori podgrupo grup realnih točk krivulje {\displaystyle E\!\,}.

## Eliptična krivulja nad splošnim obsegom
Eliptične krivulje se lahko definira nad poljubnim obsegom {\displaystyle K\!\,}. Formalna definicija eliptičnih krivulj opisuje samo nesingularno projektivno krivuljo nad obsegom {\displaystyle K\!\,} z rodom 1 v dani točki.
Če karakteristika obsega {\displaystyle K\!\,} ni niti 2 niti 3, potem se lahko vsako eliptično krivuljo nad {\displaystyle K\!\,} piše v obliki:
{\displaystyle y^{2}=x^{3}-px-q\!\,,}
kjer je:
- {\displaystyle p\!\,} – element obsega {\displaystyle K\!\,}, tako da desna stran mnogočlenika {\displaystyle x^{3}-px-q\!\,} nima dvojnih ničel
- {\displaystyle q\!\,} – element obsega {\displaystyle K\!\,}, tako da desna stran mnogočlenika {\displaystyle x^{3}-px-q\!\,} nima dvojnih ničel

## Alternativni prikaz eliptičnih krivulj
- Hessova krivulja
- Edwardova krivulja
- prepletena krivulja
- prepletena Hessova krivulja
- prepletena Edwardova krivulja
- dvojno-orientirana Doche-Icart-Kohelova krivulja
- trojno-orientirana Doche-Icart-Kohelova krivulja
- jakobianska krivulja
- Montgomeryjeva krivulja